# Brzeziny Wielkie (gromada)
Brzeziny Wielkie – dawna gromada, czyli najmniejsza jednostka podziału terytorialnego Polskiej Rzeczypospolitej Ludowej w latach 1954–1972.
Gromady, z gromadzkimi radami narodowymi (GRN) jako organami władzy najniższego stopnia na wsi, funkcjonowały od reformy reorganizującej administrację wiejską przeprowadzonej jesienią 1954 do momentu ich zniesienia z dniem 1 stycznia 1973, tym samym wypierając organizację gminną w latach 1954–1972.
Gromadę Brzeziny Wielkie z siedzibą GRN w Brzezinach Wielkich (obecnie stanowi część dzielnicy Błeszno w granicach Częstochowy) utworzono – jako jedną z 8759 gromad na obszarze Polski – w powiecie częstochowskim w woj. stalinogrodzkim, na mocy uchwały nr 17/54 WRN w Stalinogrodzie z dnia 5 października 1954. W skład jednostki weszły obszary dotychczasowych gromad Brzeziny Małe, Brzeziny Wielkie i Brzeziny Wielkie Kolonia oraz wieś Sobuczyna z dotychczasowej gromady Huta Stara "B" ze zniesionej gminy Wrzosowa w tymże powiecie. Dla gromady ustalono 9 członków gromadzkiej rady narodowej.
20 grudnia 1956 województwo stalinogrodzkie przemianowano (z powrotem) na katowickie.
31 grudnia 1961 gromadę zniesiono, a jej obszar włączono do gromady Wrzosowa w tymże powiecie.